# Barabás Gizella

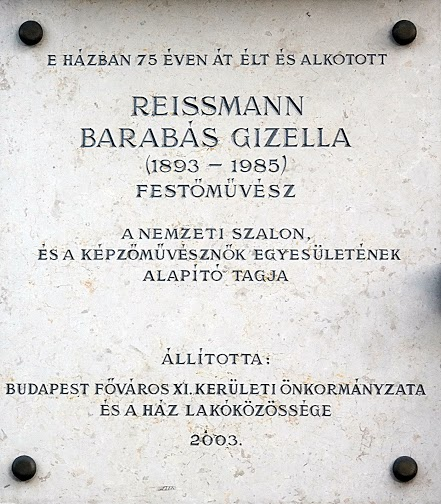
Emléktáblája egykori lakóhelyén

Barabás Gizella, 1933-ig Reissmann (Budapest, 1893. szeptember 27. – Budapest, 1985. augusztus 28.) festő, Reissmann Károly Miksa leánya.

## Élete
Édesapja, Reissmann Károly Miksa festőművész, édesanyja Mauler Eleonóra volt. Eredetileg szobrász akart lenni, de mivel vonzódott a természethez, és apja is hatást gyakorolt rá, inkább a festészetre adta magát. 1908-ban a müncheni akadémián tanulta a tájfestészetet A. Steinbrecknél, majd 1913-ban Walter Thor nyári akadémiáján sajátította el az arcképfestés művészetét. Tanulmányúton járt Olaszországban és Németországban, 1910-ben Velencében, 1911–12-ben Tirolban tájképeket festett. Európa számos országában járt, de Amerikába is ellátogatott. Mesterei Bory Jenő, az 1910-es években Aggházy Gyula, Neogrády Antal és Nádler Róbert voltak. 1912-től szerepelt akvarelljeivel a Nemzeti Szalon kiállításain. Művei között számos virágcsendélet és utcajelenet található, legtöbb képét a Balatonról készítette. Ábrázolásmódja hagyományos, realisztikus. 1919-ben házasságot kötött Budapesten Ratzka Ágoston Frigyes kereskedővel. 1933-tól nyaranta a Balatonnál, télen pedig Budapesten, a Bartók Béla úti műtermében dolgozott, amely ház emléktáblával van megjelölve. Stílusát élete végéig változatlanul megtartotta.